# Minichamps

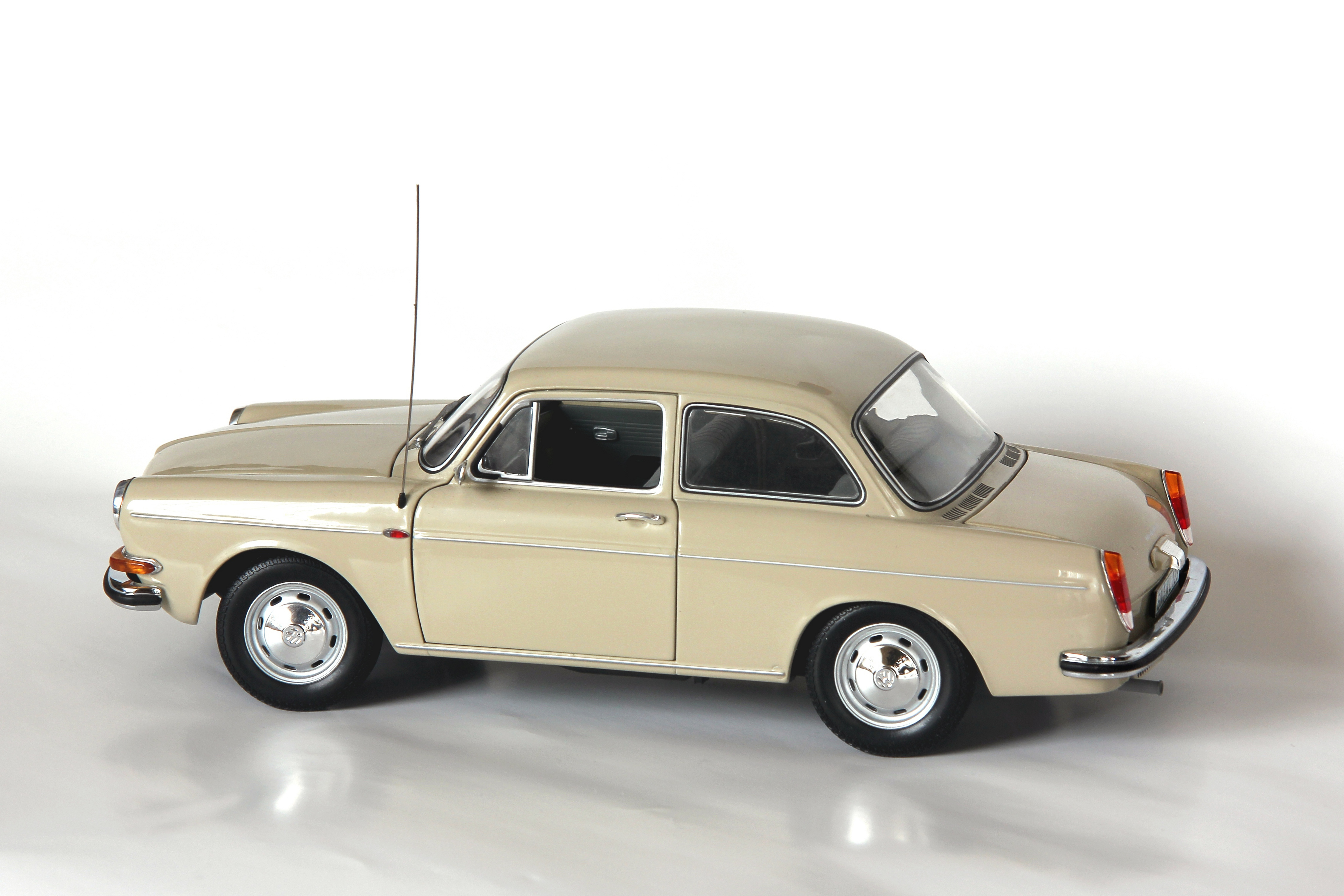
Miniature Volkswagen 1600 au 1/18 de Minichamps.

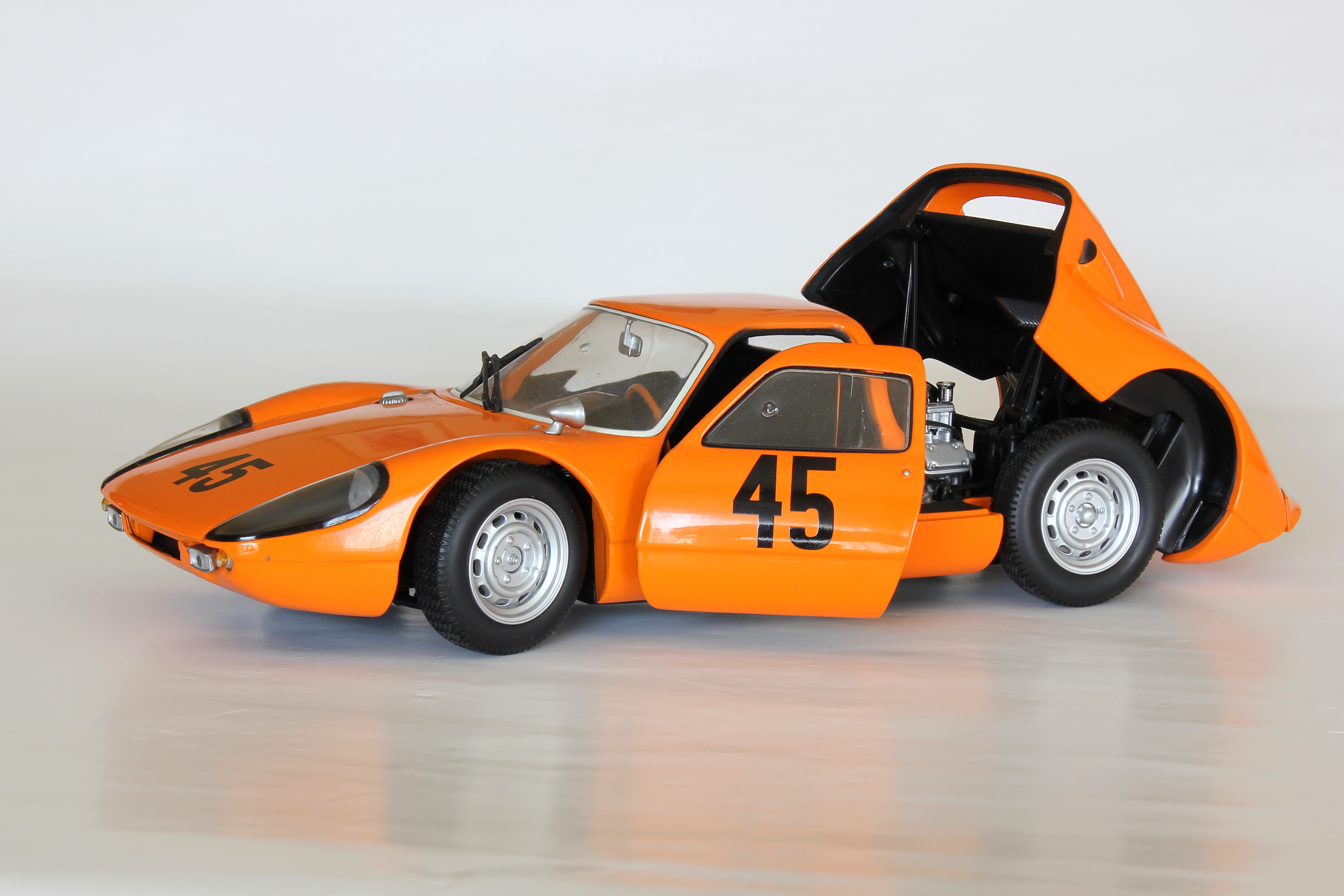
Porsche 904 GTS tout ouvrant au 1/18.

Minichamps est une marque allemande de véhicules miniatures basée à Aix-la-Chapelle.
Créée en 1990 sous le nom Paul's Model Art GmbH (souvent abrégé en PMA), la société est rebaptisée Minichamps GmbH en 1996.
Minichamps conçoit en Allemagne et fabrique en Chine des miniatures de diverses catégories, principalement :
- voitures de route ;
- voitures de course (Rallye automobile, Deutsche Tourenwagen Masters, CanAm, etc.) ;
- voitures de Formule 1 ;
- voitures de films (James Bond, Retour vers le futur, Bullitt, etc.) ;
- motos ;
- camions ;
- bus ;
- véhicules militaires.